# USS Thresher (SS-200)
| «Трешер» | «Трешер»                                                                             | «Трешер»                                                                             |
| --- | ------------------------------------------------------------------------------------ | ------------------------------------------------------------------------------------ |
| USS Thresher (SS-200) |                                                                                      |                                                                                      |
| |                                                                                      |                                                                                      |
| Американський ПЧ «Трешер». Березень 1940 |                                                                                      |                                                                                      |
| Верф | General Dynamics Electric Boat, Гротон, Коннектикут                                  | General Dynamics Electric Boat, Гротон, Коннектикут                                  |
| Під прапором | США                                                                                  | США                                                                                  |
| Належність | ВМС США                                                                              | ВМС США                                                                              |
| Порт приписки | Перл-Гарбор                                                                          | Перл-Гарбор                                                                          |
| На честь | риби акули-трешер                                                                    | риби акули-трешер                                                                    |
| Замовлення | 2 серпня 1938                                                                        | 2 серпня 1938                                                                        |
| Закладений | 27 квітня 1939                                                                       | 27 квітня 1939                                                                       |
| Спуск на воду | 27 березня 1940                                                                      | 27 березня 1940                                                                      |
| Введений до складу флоту | 27 серпня 1940                                                                       | 27 серпня 1940                                                                       |
| Виведений зі складу флоту | 23 грудня 1947                                                                       | 23 грудня 1947                                                                       |
| На службі | 1940—1947                                                                            | 1940—1947                                                                            |
| Сучасний статус | 18 березня 1948 року списаний на брухт                                               | 18 березня 1948 року списаний на брухт                                               |
| Бойовий досвід | Друга світова війна Тихоокеанський ТВД                                               | Друга світова війна Тихоокеанський ТВД                                               |
| Нагороди | 15 бойових зірок                                                                     | 15 бойових зірок                                                                     |
| Проєкт |                                                                                      |                                                                                      |
| Тип ПЧ | дизель-електричний торпедний ДПЧ                                                     | дизель-електричний торпедний ДПЧ                                                     |
| Розробник проєкту | Electric Boat                                                                        | Electric Boat                                                                        |
| Основні характеристики |                                                                                      |                                                                                      |
| Швидкість (надводна) | 20,4 вузла (38,1 км/год)                                                             | 20,4 вузла (38,1 км/год)                                                             |
| Швидкість (підводна) | 8,75 вузла (16 км/год)                                                               | 8,75 вузла (16 км/год)                                                               |
| Робоча глибина занурення | 76 м                                                                                 | 76 м                                                                                 |
| Гранична глибина занурення | 150 м                                                                                | 150 м                                                                                |
| Дальність плавання | 11 000 миль (20 000 км) на швидкості 10 вузлів (18,6 км/год) (надводна)              | 11 000 миль (20 000 км) на швидкості 10 вузлів (18,6 км/год) (надводна)              |
| Автономність плавання | 48 годин на швидкості 2 вузли (3,7 км/год) (підводна) 75 днів                        | 48 годин на швидкості 2 вузли (3,7 км/год) (підводна) 75 днів                        |
| Екіпаж | 60 офіцерів та матросів                                                              | 60 офіцерів та матросів                                                              |
| Розміри |                                                                                      |                                                                                      |
| Довжина найбільша (по КВЛ) | 93,62 м                                                                              | 93,62 м                                                                              |
| Ширина корпусу найб. | 8,31 м                                                                               | 8,31 м                                                                               |
| Середня осадка (по КВЛ) | 4,458 м                                                                              | 4,458 м                                                                              |
| Водотоннажність надводна | 1499 т                                                                               | 1499 т                                                                               |
| Водотоннажність підводна | 2408 т                                                                               | 2408 т                                                                               |
| Силова установка |                                                                                      |                                                                                      |
| дизель-електрична; 4 × головні дизельні двигуни Electro-Motive Diesel Model 16-248 2 × 126-секційні хімічні батареї типу «Сарго» 4 × високошвидкісні електродвигуни General Electric з редукторами |                                                                                      |                                                                                      |
| Гвинти | 2                                                                                    | 2                                                                                    |
| Потужність | 2740—5400 к.с.                                                                       | 2740—5400 к.с.                                                                       |
| Озброєння |                                                                                      |                                                                                      |
| Артилерія | 1 × 76-мм корабельна гармата 3"/50                                                   | 1 × 76-мм корабельна гармата 3"/50                                                   |
| Торпедно- мінне озброєння | 10 × 533-мм торпедних апаратів 24 торпеди                                            | 10 × 533-мм торпедних апаратів 24 торпеди                                            |
| ППО | 1 × 40-мм зенітна гармата Bofors L60 1 × 20-мм автоматична зенітна гармата «Ерлікон» | 1 × 40-мм зенітна гармата Bofors L60 1 × 20-мм автоматична зенітна гармата «Ерлікон» |

«Трешер» (англ. USS Thresher (SS-200) — американський дизель-електричний океанський підводний човен типу «Тамбор», що перебував у складі військово-морських сил США у роки Другої світової війни. 
Човен став найбільш відзначеним, здобувши 15 бойових зірок, та одним з найрезультативніших американських підводних човнів у Другій світовій війні, потопивши 17 японських кораблів та суден, загальною водотоннажністю (66 172 тонни). З дванадцяти підводних човнів типу «Тамбор» він був одним з п'яти, які пережили війну.

## Історія створення
«Трешер» був закладений 27 квітня 1939 року на верфі компанії General Dynamics Electric Boat у місті Гротон, штат Коннектикут. 27 березня 1940 року він був спущений на воду, а 27 серпня 1940 року увійшов до складу ВМС США.

## Історія служби
Після завершення ходових і інженерних випробувань «Трешер» діяв вздовж східного узбережжя, перш ніж відпливти до Карибського моря і далі до Гавайських островів восени 1941 року. Він повертався на Гаваї з навчального патрулювання 7 грудня, коли командир отримав повідомлення про напад японців на Перл-Гарбор.
Незабаром після атаки Перл-Гарбору підводний човен відплив до Маріанських і Маршаллових островів, здійснюючи розвідку островів Маджуро, Арно та Мілі, а потім вирушив до берегів Гуаму. Повертаючись у порт у лютому 1942 року, підводний човен був випадково атакований літаком ВМС США, що летів над ним, але не отримав жодних пошкоджень унаслідок інциденту.
Під час свого третього патрулювання «Трешер» патрулював поблизу Японських островів, його екіпажу було доручено збирати дані про метеообстановку для оперативної групи адмірала Вільяма Голсі (авіаносці «Ентерпрайз» і «Хорнет»), яка наближалася до Японії. На борту «Хорнета» перебувало 16 середніх бомбардувальників B-25 «Мітчелл» армії США під командуванням підполковника Джеймса Х. Дуліттла, який мав намір атакувати Токіо 18 квітня. Саме під час цього підводний човен здійснив свою першу атаку, потопивши японське вантажне судно «Садо-Мару» біля узбережжя Йокогами. Через кілька місяців, під час свого четвертого патрулювання, «Трешер» зіткнувся з іншими ворожими суднами, одне з яких намагалося захопити американський корабель. Після втечі почалася перестрілка.
П'яте та шосте патрулювання «Трешер» відбулися в Сіамській затоці та Яванському морі, під час яких він встановив одне з перших морських мінних загороджень, встановлених підводним човном на Тихоокеанському театрі війни. 29 грудня 1942 року він, ймовірно, потопив 3000-тонний японський вантажний корабель, зробивши вісім пострілів зі своєї основної гармати. Якщо це правда, це зробило б японське судно одним із небагатьох, яке було повністю потоплено за допомогою палубних гармат.
Під час свого сьомого патрулювання у Фрімантлі «Трешер» зустрів японську підводний човен класу I-65. Відбувся обмін торпедами, але жодний корабель не постраждав. У березні 1943 року американська субмарина досягла свого найбільшого успіху, потопивши танкер водотоннажністю 5232 тонни.
«Трешер» виконував навчальні стрільби поблизу атолу Еніветок і Перл-Гарбора, коли закінчилася Друга світова війна. Разом із «Тамбор», «Таутог», «Тюна» і «Гар», «Трешер» був одним з п'яти підводних човнів типу «Тамбор», які пережили конфлікт. У грудні 1945 року підводний човен списали. Протягом своєї служби він отримав 15 бойових зірок і подяку за похвальну службу частині ВМС, що зробило його найбільш нагородженим американським підводним човном Другої світової війни.
6 лютого 1946 року «Трешер» був повторно введений в експлуатацію для використання як мішень під час випробування атомної бомби на атолі Бікіні в Тихому океані. Однак під час реконструкції було вирішено, що човен надто зношений та не підлягає ремонту, і роботи були припинені. 12 липня 1946 року «Трешер» був остаточно виведений з експлуатації. 23 грудня 1947 року його було вилучено з реєстру військово-морських суден, а 18 березня 1948 року продано на металобрухт Максу Сігелю з Еверетта, штат Массачусетс.